# Camí primitiu de Sant Jaume
El Camí primitiu de Sant Jaume o ruta jacobea primitiva, és un dels diferents camins de Sant Jaume, que connecta la ciutat d'Oviedo amb Santiago de Compostel·la, a través d'un recorregut total de 343 km. La Xunta de Galícia també li dona el nom de Camí de Santiago del Nord-Ruta Interior.
El Camí Primitiu era una ruta freqüentada pel poble asturià-gallec durant el segle ix i bona part del segle X, i també va atreure pelegrins d'altres parts del nord d'Espanya i Europa. El terme "Primitiu" es deu al fet que va ser la ruta utilitzada al segle ix pel rei Alfons II d'Astúries (Alfons II el Cast) quan va conèixer la notícia del descobriment de la tomba de l'apòstol Jaume. Després de la visita a la tomba i la confirmació real que es tractava de les restes de l'apòstol, va ordenar la construcció d'una capella al lloc que, després de successives reformes i reconstruccions, es va convertir en l'actual catedral de Santiago.
A partir dels segles x i xi va entrar en decadència, quan va ser substituït pel Camí francès. Tot i això, sempre va mantenir una certa rellevància per l'interès dels pelegrins a visitar les relíquies de la catedral d'Oviedo: molts dels que van venir pel Camí Francès es van desviar a Lleó per visitar la Catedral de San Salvador d'Oviedo i aviat van recuperar el pelegrinatge a Santiago seguint el Camí Primitiu. El 2015 va ser reconegut per la UNESCO, juntament amb el Camí del nord, com a patrimoni de la humanitat.
Amb aquest Camí primitiu connecten el Camí del Nord, que venia d'Irun a Santiago vorejant la costa cantàbrica, i el Camí de Santiago Real, que pujava de Lleó a Oviedo. En els darrers anys, els governs asturià i gallec han fet esforços per crear i mantenir vies per als pelegrins, així com la senyalització i el subministrament d'albergs. Tot i així, aquests darrers són escassos (1-2 per trams de 15 a 25 km), excepte entre Lugo i Melide. El nombre de pelegrins en aquesta ruta és reduït, tot i que hi ha un lleuger augment any rere any. Segons les estadístiques publicades per l'Oficina del Pelegrí, ocupa el quart lloc en nombre de pelegrins, amb un nombre de 12.098 el 2016.